# 한노 셀그
한노 셀그(에스토니아어: Hanno Selg, 1932년 5월 31일 ~ 2019년 10월 2일) 혹은 한노 안토노비치 셀크(러시아어: Ханно Анто́нович Сельг)는 소련과 에스토니아의 은퇴한 근대5종 선수이다. 그는 소련 근대5종 대표팀의 일원이었고 1960년 하계 올림픽 개인 종합에서 10위를 했다.

## 생애
한노 셀그는 1932년 5월 31일에 에스토니아 타르투에서 태어났다.  셀그는 1953년에 근대 5종을 시작했다. 그는 1960년 올림픽 단체 종합에서 은메달을 획득했고 개인 종합에서 10위를 했다. 그는 1960년에 올해의 에스토니아 스포츠 선수로 선정되었다. 그는 1965년에 은퇴했다.
1979년부터 1994년까지 타르투 대학교 교수로 일했다.